# Samsung Galaxy J8
Samsung Galaxy J8 (SM-J810) — смартфон из серии Galaxy J на базе операционной системы Android от компании Samsung Electronics. Это первая модель серии с соотношением сторон экрана 18:9 и двойной камерой. 21 мая 2018 года на пресс-конференции в Индии смартфон представил вице-президент индийского офиса Samsung Мохэндип Сингх.

## Экран
Смартфон оснащен SuperAMOLED-экраном Infinity Display с соотношением сторон 18,5:9 и диагональю 6". Разрешение дисплея составляет 1480x720 точек, а разрешающая способность экрана равна 274 ppi. Пользователи отмечают, что яркость экрана приходится менять вручную. Так же у телефона отсутствует фирменная функция Always On Display.

## Камера
Телефон оборудован двойной основной камерой. Разрешение матрицы первого модуля составляет 16 Мп, светосила равна f/1,7, присутствует автофокус и LED-вспышка. Разрешение матрицы второго модуля 5 Мп, есть фикс-фокус. Режим Live Focus позволяет пользователю самостоятельно настроить степень размытия фона, используя ползунок. Фронтальная камера имеет разрешение 16 Мп, светосила составляет f/1,9, в наличии так же фикс-фокус и LED-вспышка.

## Технические характеристики
- Материал корпуса: поликарбонат
- Платформа: Android 8.0 Oreo
- Экран: 6", 18,5:9, 1480х720 точек, 274 ppi, SuperAMOLED
- Основная камера: два модуля по 16 МП и 5 МП, автофокус, LED-вспышка
- Фронтальная камера: 16 Мп, фикс-фокус, f/1,9
- Процессор: 8 ядер, 1,8 ГГц, Qualcomm Snapdragon 450
- Оперативная память: 3 ГБ
- Внутренняя память: 32 ГБ
- Сети: Wi-Fi 802.11 a/b/g/n, GSM / HSPA / LTE;
- Навигация: GPS/ГЛОНАСС/Beidou
- SIM: два слота
- Карта памяти: microSD до 256 ГБ
- Дополнительно: сканер отпечатков пальцев, акселерометр, датчик приближения, датчик Холла
- Батарея: 3500 мАч
- Габариты: 159,2х75,6х8 мм
- Вес: 191 г

## Продажи
Компания Samsung объявила о старте продаж модели в России 19 июля 2018 года. Первоначальная стоимость телефона составляла 18 990 рублей, но уже к началу августа цена упала до 15 299 рублей.